# Limanu
Limanu – wieś w Rumunii, w okręgu Konstanca, w gminie Limanu. W 2011 roku liczyła 2990 mieszkańców.